# Deng Lijuan
Deng Lijuan (en chino: 邓丽娟; Leiyang, 12 de mayo de 2000) es una deportista china que compite en escalada. Participó en los Juegos Olímpicos de París 2024, obteniendo una medalla de plata en la prueba de velocidad.

## Palmarés internacional
| Juegos Olímpicos | Juegos Olímpicos | Juegos Olímpicos | Juegos Olímpicos |
| Año              | Lugar            | Medalla          | Prueba           |
| ---------------- | ---------------- | ---------------- | ---------------- |
| 2024             | París (Francia)  | Medalla de plata | Velocidad        |